# Komisariat Straży Celnej „Zaleszczyki”

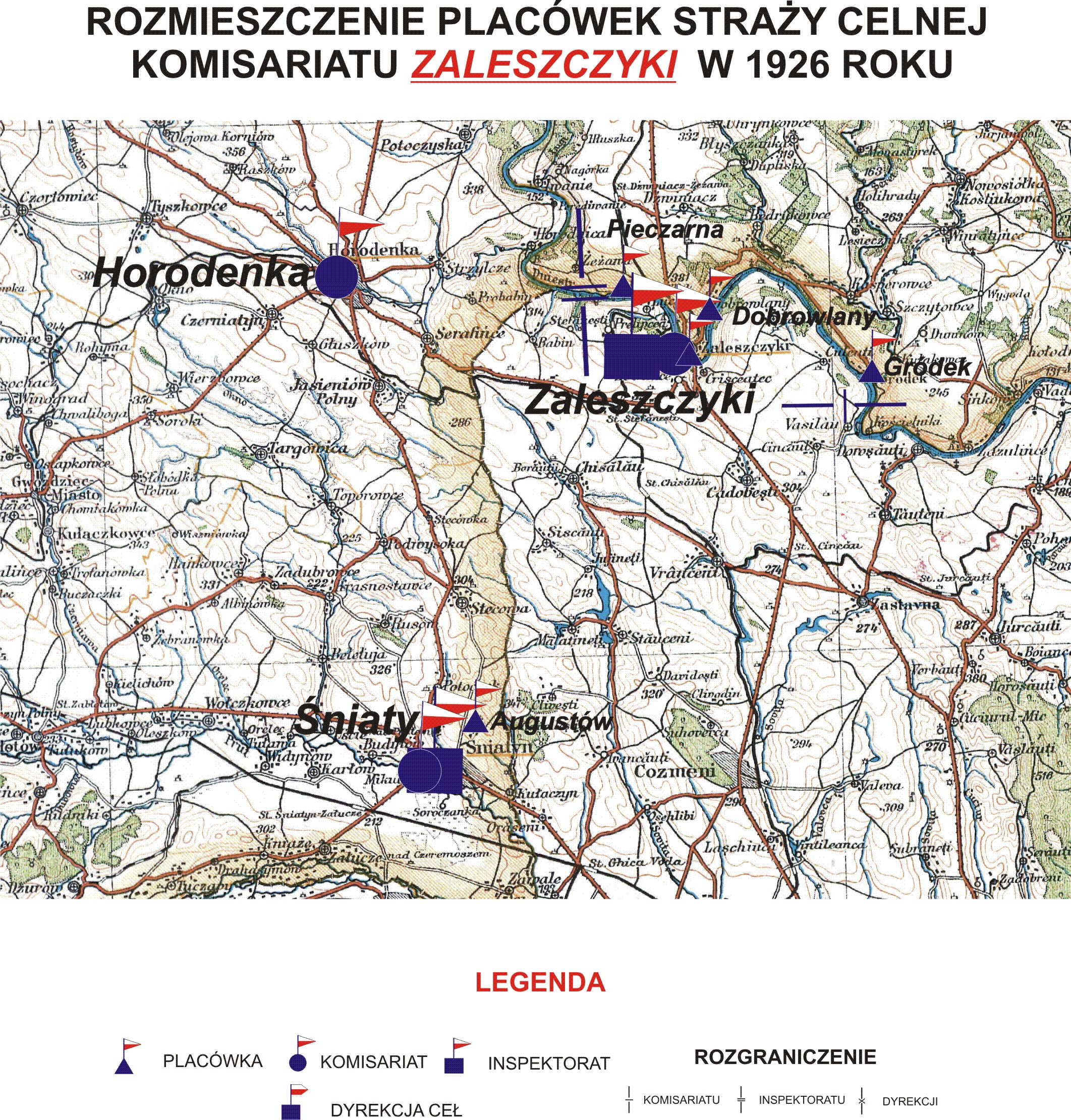
Rozmieszczenie placówek SC komisariatu "Zaleszczyki" w 1926 r.

Komisariat Straży Celnej „Zaleszczyki” – jednostka organizacyjna Straży Celnej pełniąca służbę ochronną na granicy polsko-rumuńskiej w latach 1921–1927.

## Formowanie i zmiany organizacyjne
Na wniosek Ministerstwa Skarbu, uchwałą z 10 marca 1920 roku, powołano do życia Straż Celną. Od połowy 1921 roku jednostki Straży Celnej rozpoczęły przejmowanie odcinków granicy od pododdziałów Batalionów Celnych. Przejęcie ochrony granicy od batalionów Celnych na terenie Inspektoratu SC „Zaleszczyki” nastąpiło 14 października 1922 o 12:00. Proces tworzenia Straży Celnej trwał do końca 1922 roku. Komisariat Straży Celnej „Zaleszczyki”, wraz ze swoimi placówkami granicznymi, wszedł w podporządkowanie Inspektoratu Straży Celnej „Zaleszczyki”.
W drugiej połowie 1927 roku przystąpiono do gruntownej reorganizacji Straży Celnej. W praktyce skutkowało to rozwiązaniem tej formacji granicznej. Rozporządzeniem Prezydenta Rzeczypospolitej Polskiej Ignacego Mościckiego z 22 marca 1928 roku w jej miejsce powoływano z dniem 2 kwietnia 1928 roku Straż Graniczną.
Z dniem 1 listopada 1927 roku Inspektorat Straży Celnej „Zaleszczyki”, w tym komisariat SC „Zaleszczyki” został rozwiązany, a  rejon odpowiedzialności komisariatu został przekazany pododdziałom Korpusu Ochrony Pogranicza .

## Służba graniczna
Sąsiednie komisariaty
- komisariat Straży Celnej „Horodenka”  ⇔ komisariat Straży Celnej „Sinków” − 1926

## Funkcjonariusze komisariatu
Obsada personalna w 1926:
- kierownik komisariatu – komisarz Wacław Żerygiewicz
- pomocnik kierownika komisariatu – starszy przodownik Jan Stelmach (168)

## Struktura organizacyjna
Organizacja komisariatu w 1926 roku:
- komenda – Zaleszczyki
- placówka Straży Celnej „Gródek”
- placówka Straży Celnej „Dobrowlany”
- placówka Straży Celnej „Zaleszczyki”
- placówka Straży Celnej „Pieczarna”